# Saison 1966-1967 de l'Associação Académica de Coimbra
Maillots
Dernière mise à jour : 14 janvier 2014.
Chronologie
Saison précédente Saison suivante
La saison 1966-1967, est la dix-huitième saison du club des étudiants en championnat du Portugal de I Divisão. Cette saison est historique pour l'Académica, puisque le club de Coïmbra terminera vice-champion et finaliste de la coupe du Portugal. Ce qui en fait la meilleure saison du club. 
Le président est jusqu'en décembre 1966, Chorão de Aguiar, qui est remplacé par Almeida e Costa. L'équipe est dirigée par l'entraîneur luso-mozambicain Mário Wilson, qui dispute sa troisième saison à la tête des joueurs de la Briosa.

## Avant-saison

### Mercato
L'Académica de Coïmbra ne recrute pas beaucoup durant l'inter saison, car le club est exclusivement composé d'étudiants de l'université de Coimbra, et peu d'entre eux ont un véritable statut de professionnel. Il existe pourtant un système de financement qui permet au club de recruter des joueurs de renom, mais ces derniers doivent être inscrit à l'université en tant qu'étudiant.  
À la fin de la saison passée des grands noms de l'équipe mettent un terme à leur carrière, comme Jorge Humberto, et Mário Torres. 
Le « gros » transfert du club est celui de l'international portugais venant du grand Benfica, Serafim, qui arrive au club début novembre.
| Transferts     |             |                 |         |                        |            |
| Nom            | Nationalité | Transfert       | Montant | Provenance/Destination | Division   |
| Arrivées       |             |                 |         |                        |            |
| Brasfemes      | Portugal    | Transfert       | inconnu | RC Brasfemes           | Distrital  |
| Rodrigo        | Portugal    | Transfert       | inconnu | Académico Viseu        | II Divisão |
| Serafim        | Portugal    | Transfert       | inconnu | SL Benfica             | I Divisão  |
| Départs        |             |                 |         |                        |            |
| Jorge Humberto | Portugal    | Fin de carrière | -       | -                      | -          |
| Mário Torres   | Portugal    | Fin de carrière | -       | -                      | -          |
| Piscas         | Portugal    | Fin de carrière | -       | -                      | -          |

## Championnat "Campeonato Nacional da I Divisão"

### Matches aller
| Date       | J.     | Adversaire        | Lieu                                        | Score | Buteurs AAC                        | Cl. |
| ---------- | ------ | ----------------- | ------------------------------------------- | ----- | ---------------------------------- | --- |
| 18/09/1966 | 1re J. | Atlético CP       | Estádio da Tapadinha, Lisbonne              | 0 - 2 | Artur Jorge (2)                    | 2e  |
| 25/09/1966 | 2e J.  | GD CUF            | Estádio Municipal de Coïmbra, Coimbra       | 2 - 3 | Artur Jorge, Rocha                 | 3e  |
| 2/10/1966  | 3e J.  | SC Braga          | Estádio Municipal de Coïmbra, Coimbra       | 2 - 1 | Artur Jorge, Vítor Campos          | 3e  |
| 9/10/1966  | 4e J.  | FC Porto          | Estádio das Antas, Porto                    | 1 - 1 | Ernesto                            | 4e  |
| 16/10/1966 | 5e J.  | AD Sanjoanense    | Estádio Municipal de Coïmbra, Coimbra       | 5 - 3 | Artur Jorge (3), Ernesto (2)       | 3e  |
| 23/10/1966 | 6e J.  | SL Benfica        | Estádio da Luz, Lisbonne                    | 2-1   | Artur Jorge                        | 4e  |
| 20/11/1966 | 7e J.  | Vitória Setúbal   | Estádio Municipal de Coïmbra, Coimbra       | 3 - 0 | Artur Jorge (3)                    | 3e  |
| 27/11/1966 | 8e J.  | Os Belenenses     | Estádio do Restelo, Lisbonne                | 0 - 1 | Ernesto                            | 2e  |
| 4/12/1966  | 9e J.  | SC Beira-Mar      | Estádio Municipal de Coïmbra, Coimbra       | 5 - 0 | Artur Jorge, Ernesto (3), Gervásio | 2e  |
| 11/12/1966 | 10e J. | Vitória Guimarães | Estádio D. Afonso Henriques, Guimarães      | 0 - 1 | Vítor Campos                       | 2e  |
| 18/12/1966 | 11e J. | Leixões SC        | Estádio Municipal de Coïmbra, Coimbra       | 2 - 1 | Artur Jorge, Ernesto               | 2e  |
| 1/01/1967  | 12e J. | Varzim SC         | Estádio Varzim Sport Clube, Póvoa de Varzim | 1 - 3 | Artur Jorge, Celestino, Rocha      | 1er |
| 8/01/1967  | 13e J. | Sporting CP       | Estádio Municipal de Coïmbra, Coimbra       | 1 - 0 | Artur Jorge                        | 1er |

### Matches retour
| Date       | J.     | Adversaire        | Lieu                                           | Score | Buteurs AAC                              | Cl. |
| ---------- | ------ | ----------------- | ---------------------------------------------- | ----- | ---------------------------------------- | --- |
| 5/02/1967  | 14e J. | Atlético CP       | Estádio Municipal de Coïmbra, Coimbra          | 1 - 0 | Mário Campos                             | 2e  |
| 12/02/1967 | 15e J. | GD CUF            | Estádio Alfredo da Silva, Barreiro             | 2 - 0 | Artur Jorge, Ernesto                     | 2e  |
| 19/02/1967 | 16e J. | SC Braga          | Estádio 1° de Maio, Braga                      | 1 - 3 | Artur Jorge (2), Serafim                 | 2e  |
| 26/2/1967  | 17e J. | FC Porto          | Estádio Municipal de Coïmbra, Coimbra          | 0 - 0 | -                                        | 2e  |
| 5/03/1967  | 18e J. | AD Sanjoanense    | Estádio Conde Dias Garcia, São João da Madeira | 1 - 0 | -                                        | 2e  |
| 12/03/1967 | 19e J. | SL Benfica        | Estádio Municipal de Coïmbra, Coimbra          | 0 - 1 | -                                        | 2e  |
| 19/03/1967 | 20e J. | Vitória Setúbal   | Estádio do Bonfim, Setúbal                     | 0 - 1 | Vítor Campos                             | 2e  |
| 2/04/1967  | 21e J. | Os Belenenses     | Estádio Municipal de Coïmbra, Coimbra          | 6 - 0 | Artur Jorge (4), Celestino, Vítor Campos | 2e  |
| 9/04/1967  | 22e J. | SC Beira-Mar      | Estádio Municipal de Aveiro, Aveiro            | 0 - 3 | Artur Jorge (2), Ernesto                 | 2e  |
| 16/04/1967 | 23e J. | Vitória Guimarães | Estádio Municipal de Coïmbra, Coimbra          | 2 - 1 | Serafim (2)                              | 2e  |
| 23/04/1967 | 24e J. | Leixões SC        | Estádio do Mar, Matosinhos                     | 1 - 1 | Ernesto                                  | 2e  |
| 30/04/1967 | 25e J. | Varzim SC         | Estádio Municipal de Coïmbra, Coimbra          | 2 - 1 | Artur Jorge, Ernesto                     | 2e  |
| 7/05/1967  | 26e J. | Sporting CP       | Estádio José Alvalade, Lisbonne                | 0 - 0 | -                                        | 2e  |

### Classement final et statistiques
À la fin de la saison c'est donc le Benfica Lisbonne, qui renoue avec le titre après une saison blanche. Cette saison reste historique pour le club de Coïmbra, qui réalise son meilleur classement et est ainsi vice-champion du Portugal. Avec seulement 18 buts encaissés, la Briosa est la meilleure défense du championnat juste devant le champion en titre. 
Après avoir été sacré du titre honorifique de champion d'automne, l'Académica est au coude à coude avec le club Lisboète, qui termine néanmoins avec trois points d'avance.
Extrait du classement du Championnat du Portugal 1966-1967
| Rang | Équipe               | Pts | J  | G  | N | P | Bp | Bc | Diff |
| --- | -------------------- | --- | -- | -- | - | - | -- | -- | ---- |
| 1 | Benfica              | 43  | 26 | 20 | 3 | 3 | 64 | 19 | +45  |
| 2 | Académica de Coimbra | 40  | 26 | 18 | 4 | 4 | 50 | 18 | +32  |
| 3 | FC Porto             | 39  | 26 | 17 | 5 | 4 | 56 | 22 | +34  |
| 4 | Sporting             | 30  | 26 | 11 | 8 | 7 | 36 | 24 | +12  |
| 5 | Vitória Setúbal      | 27  | 26 | 10 | 7 | 9 | 27 | 25 | +2   |
| - Champion et qualifié pour la Coupe des clubs champions européens 1967-1968 - Qualifié pour la Coupe d'Europe des vainqueurs de coupe 1967-1968 - Qualifié pour la Coupe UEFA 1967-1968 |                      |     |    |    |   |   |    |    |      |

## Coupe du Portugal "Taça de Portugal"
| Date       | Tour                 | Adversaire                                             | Lieu                                       | Score    | Buteurs AAC                                                    |
| ---------- | -------------------- | ------------------------------------------------------ | ------------------------------------------ | -------- | -------------------------------------------------------------- |
| 30/10/1966 | 1/32 finale - aller  | UD Oliveirense (D.II)                                  | Estádio Carlos Osório, Oliveira de Azeméis | 4-3      | Mário Campos, Vítor Campos, Csc                                |
| 6/11/1966  | 1/32 finale - retour | UD Oliveirense (D.II)                                  | Estádio Municipal de Coïmbra, Coïmbra      | 3-0      | Artur Jorge (2), Serafim                                       |
| 15/01/1967 | 1/16 finale - retour | Leça FC (D.III)                                        | Estádio Municipal de Coïmbra, Coïmbra      | 2-1      | Artur Jorge (2)                                                |
| 29/01/1967 | 1/16 finale - aller  | Leça FC (D.III)                                        | Estádio do Leça, Leça da Palmeira          | 2-9      | Ernesto (4), Artur Jorge (5)                                   |
| 14/05/1967 | 1/8 finale - aller   | Atlético Sport Aviação (Campeonato Colonial de Angola) | Joaquim Dinis, Luanda                      | 0-7      | Ernesto (2), Artur Jorge, Serafim (2), Vítor Campos, Celestino |
| 21/05/1967 | 1/8 finale - retour  | Atlético Sport Aviação (Campeonato Colonial de Angola) | Estádio Municipal de Coïmbra, Coïmbra      | 2-1      | Rodrigo, Silvestre                                             |
| 11/06/1967 | 1/4 finale - aller   | SL Benfica (D.I)                                       | Estádio Municipal de Coïmbra, Coimbra      | 2-0      | Ernesto (2)                                                    |
| 18/06/1967 | 1/4 finale - retour  | SL Benfica (D.I)                                       | Estádio da Luz, Lisbonne                   | 2-1      | Serafim                                                        |
| 25/06/1967 | 1/2 finale - aller   | SC Braga (D.I)                                         | Estádio Municipal de Coïmbra, Coimbra      | 2-1      | Ernesto, Artur Jorge                                           |
| 2/07/1967  | 1/2 finale - retour  | SC Braga (D.I)                                         | Estádio 1° de Maio, Braga                  | 1-4      | Ernesto (2), Artur Jorge, Marques                              |
| 9/07/1967  | finale               | Vitória Setúbal (D.I)                                  | Estádio Nacional do Jamor, Oeiras          | 3-2 a.p. | Ernesto, Celestino                                             |

### Finale
| ·            |                   |  |
| Titulaires : |                   |  |
|              |                   |  |
| 1            | Vital             |  |
| 2            | Herculano         |  |
| 3            | Joaquim Conceição |  |
| 4            | Leiria            |  |
| 5            | Carriço           |  |
| 6            | Pedras            |  |
| 7            | Fernando Tomé     |  |
| 8            | Vítor Baptista    |  |
| 9            | - Jacinto João    |  |
| 10           | - José Maria      |  |
| 11           | Félix Guerreiro   |  |
|              |                   |  |
| Entraîneur : |                   |  |
| Fernando Vaz |                   |  |

| ·              |               |  |
| Titulaires :   |               |  |
|                |               |  |
| 1              | Maló          |  |
| 2              | Celestino     |  |
| 3              | Marques       |  |
| 4              | Vieira Nunes  |  |
| 5              | Rui Rodrigues |  |
| 6              | Vítor Campos  |  |
| 7              | Toni          |  |
| 8              | Serafim       |  |
| 9              | Ernesto       |  |
| 10             | Rocha         |  |
| 11             | Artur Jorge   |  |
|                |               |  |
| Entraîneur :   |               |  |
| - Mário Wilson |               |  |

| ·            |                   |  |
| Titulaires : |                   |  |
|              |                   |  |
| 1            | Vital             |  |
| 2            | Herculano         |  |
| 3            | Joaquim Conceição |  |
| 4            | Leiria            |  |
| 5            | Carriço           |  |
| 6            | Pedras            |  |
| 7            | Fernando Tomé     |  |
| 8            | Vítor Baptista    |  |
| 9            | - Jacinto João    |  |
| 10           | - José Maria      |  |
| 11           | Félix Guerreiro   |  |
|              |                   |  |
| Entraîneur : |                   |  |
| Fernando Vaz |                   |  |

| ·              |               |  |
| Titulaires :   |               |  |
|                |               |  |
| 1              | Maló          |  |
| 2              | Celestino     |  |
| 3              | Marques       |  |
| 4              | Vieira Nunes  |  |
| 5              | Rui Rodrigues |  |
| 6              | Vítor Campos  |  |
| 7              | Toni          |  |
| 8              | Serafim       |  |
| 9              | Ernesto       |  |
| 10             | Rocha         |  |
| 11             | Artur Jorge   |  |
|                |               |  |
| Entraîneur :   |               |  |
| - Mário Wilson |               |  |

## Buteurs (toutes compétitions)
| Rang | Joueur       | Primeira Divisão | Taça de Portugal | Total |
| ---- | ------------ | ---------------- | ---------------- | ----- |
| 1    | Artur Jorge  | 25               | 12               | 37    |
| 2    | Ernesto      | 12               | 12               | 24    |
| 3    | Serafim      | 3                | 4                | 7     |
| 4    | Vítor Campos | 4                | 2                | 6     |
| 5    | Celestino    | 2                | 2                | 4     |
| 6    | Rocha        | 2                | 0                | 2     |
| 6    | Mário Campos | 1                | 1                | 2     |
| 8    | Gervásio     | 1                | 0                | 1     |
| 8    | Rodrigo      | 0                | 1                | 1     |
| 8    | Silvestre    | 0                | 1                | 1     |
| 8    | Marques      | 0                | 1                | 1     |

## Joueurs utilisés toutes compétitions hors matches amicaux (minutes jouées)
| Rang | Joueur        | Poste     | Primeira Divisão | Taça de Portugal | Total     |
| ---- | ------------- | --------- | ---------------- | ---------------- | --------- |
| 1    | Celestino     | Défenseur | 26 (2340)        | 9 (864)          | 35 (3204) |
| 1    | Ernesto       | Attaquant | 25 (2250)        | 10 (954)         | 35 (3204) |
| 1    | Vítor Campos  | Milieu    | 25 (2250)        | 10 (954)         | 35 (3204) |
| 4    | Maló          | Gardien   | 26 (2340)        | 9 (795)          | 35 (3135) |
| 5    | Artur Jorge   | Attaquant | 26 (2340)        | 8 (774)          | 34 (3114) |
| 5    | Rui Rodrigues | Défenseur | 25 (2250)        | 9 (864)          | 34 (3114) |
| 7    | Rocha         | Attaquant | 23 (2070)        | 9 (864)          | 32 (2934) |
| 8    | Marques       | Défenseur | 19 (1710)        | 8 (774)          | 27 (2484) |
| 9    | Gervásio      | Milieu    | 22 (1980)        | 2 (180)          | 24 (2160) |
| 10   | Crispim       | Milieu    | 15 (1350)        | 7 (684)          | 22 (2034) |
| 11   | Curado        | Défenseur | 18 (1656)        | 3 (270)          | 21 (1926) |
| 12   | Serafim       | Attaquant | 12 (1080)        | 6 (540)          | 18 (1620) |
| 13   | Vieira Nunes  | Défenseur | 8 (720)          | 8 (774)          | 16 (1494) |
| 14   | Bernardo      | Défenseur | 6 (540)          | 4 (360)          | 10 (900)  |
| 15   | Mário Campos  | Milieu    | 5 (450)          | 4 (360)          | 9 (810)   |
| 16   | Toni          | Milieu    | 1 (90)           | 5 (504)          | 6 (594)   |
| 17   | Manuel Castro | Défenseur | 3 (270)          | 1 (90)           | 4 (360)   |
| 18   | Brasfemes     | Défenseur | 1 (90)           | 1 (90)           | 2 (180)   |
| 19   | Viegas        | Gardien   | 0 (0)            | 2 (114)          | 2 (114)   |
| 20   | Brassard      | Gardien   | 0 (0)            | 2 (90)           | 2 (90)    |
| 20   | Rodrigo       | Milieu    | 0 (0)            | 1 (90)           | 1 (90)    |
| 20   | Belo          | Défenseur | 0 (0)            | 1 (90)           | 1 (90)    |
| 20   | Feliz         | Milieu    | 0 (0)            | 1 (90)           | 1 (90)    |
| 20   | Pedrosa       | Milieu    | 0 (0)            | 1 (90)           | 1 (90)    |
| 20   | Silvestre     | Milieu    | 0 (0)            | 1 (90)           | 1 (90)    |
| 20   | Luís Eugénio  | Attaquant | 0 (0)            | 1 (90)           | 1 (90)    |
| 27   | Pinheiro      | Milieu    | 0 (0)            | 1 (45)           | 1 (45)    |

### Équipe type
| Maló Celestino Curado Rui Rodrigues Marques Rocha Gervásio Vítor Campos Crispim Artur Jorge Ernesto |

## Référence
1. ↑  Seule la nationalité sportive est indiquée. Un joueur peut avoir plusieurs nationalités mais n'a le droit de jouer que pour une seule sélection nationale.
2. ↑  Seule la sélection la plus importante est indiquée.

1. ↑  « Effectif professionnel », sur academica-oaf.pt (consulté le 21 mai 2013)